# Claire Dux
Claire Auguste Dux (ur. 2 sierpnia 1885 w Witkowie, zm. 8 października 1967 w Chicago) – niemiecka śpiewaczka operowa (sopran).

## Życiorys
Pochodziła z rodziny o muzycznych tradycjach, siostrą jej matki była Klara, żona kompozytora Roberta Schumanna. W dzieciństwie przeprowadziła się z rodziną do Bydgoszczy, gdzie pobierała pierwsze lekcje śpiewu. Aby kształcić głos wyjechała do Berlina, gdzie pobierała lekcje u Adolfa Deppe i Marii Schwadtke, która była uczennicą Marianne Brandt. Z Berlina udała się do Mediolanu szkolić śpiew u Teresy Arklowej. Debiut Claire Dux miał miejsce w operze Kolonii, gdzie zaśpiewała partię Pamiry w Czarodziejskim flecie W.A. Mozarta. Następną rolą była Mimi w Cyganerii Pucciniego, dzięki której zdobyła międzynarodowe uznanie. Podczas gościnnego występu, który miał miejsce w 1909 zaśpiewała partię Mimi u boku Enrico Caruso. W 1911 podpisała kontrakt z Operą Berlińską i występowała tam do 1918. Śpiewała partię Sophie w Kawalerze srebrnej róży, jej głos usłyszał Thomas Beecham i urzeczony jego barwą zaproponował Claire Dux aby zaśpiewała tę rolę w londyńskiej Royal Opera House (co nastąpiło w 1913). Śpiewaczka debiutowała w Londynie w 1911 z akompaniamentem Thomasa Beechama w Her Majesty’s Theatre. Od 1918 przez trzy lata występowała w Kungliga Operan, w 1921 wyjechała do USA i została członkiem Chicago Civic Opera, gdzie zadebiutowała partię Needy w Pajacach Ruggero Leoncavallo. Pozostała w USA do końca życia, w 1926 poślubiła trzeciego męża Charlesa W. Swifta (pierwszym był pisarz Alfred Imperatori, a drugim niemiecki aktor Hans Albert), który był potentatem spożywczym. Swift był fundatorem Newberry Library i ofiarodawcą znacznych kwot dla University of Chicago. Po zakończeniu kariery śpiewaczej podjęła pracę pedagogiczną na Wydziale Muzyki Uniwersytetu w Chicago.
Salvador Dalí w 1942 namalował obraz Melancholia – Portret śpiewaczki Claire Dux.